# Indre-et-Loire
Indre-et-Loire ( fransk udtale ?) er et fransk departement i regionen Centre. Hovedbyen er Tours, og departementet har 554.003 indbyggere (1999).

## Administrativ opdeling
Der er 3 arrondissementer, 19 kantoner og 273 kommuner i Indre-et-Loire.

## Eksterne links
- Wikimedia Commons har flere filer relateret til Indre-et-Loire

47°15′N 0°40′Ø / 47.25°N 0.67°Ø